# アレックス・アクーニャ
アレックス・アクーニャ（Alex Acuña）、本名アレハンドロ・ネシオスープ・アクーニャ（Alejandro Neciosup Acuña、1944年12月12日 - ）は、ペルー出身のドラマーでパーカッショニスト。

## 略歴
ペルーのパティビルカで生まれ、10歳より地元のバンドで演奏を始める。10代の頃、リマに移る。18歳の時にペレス・プラードのバンドに加わり、1967年にプエルトリコへ移った。1974年にラスベガスへと移り、エルヴィス・プレスリーやダイアナ・ロス等と共演している。その後、フュージョン・バンド、ウェザー・リポートに参加し、アルバム『ブラック・マーケット』と『ヘヴィ・ウェザー』を録音した。1978年にバンドから離れ、ロサンジェルスを起点にセッション・ミュージシャンとして活動するようになり、ポール・マッカートニーやジョニ・ミッチェル、エラ・フィッツジェラルド、チック・コリア、ホイットニー・ヒューストン、プラシド・ドミンゴ、フィル・ケギー、サム・フィリップス、ジョー・ザヴィヌル、ウェイン・ショーター、ハービー・ハンコック、カルロス・サンタナ、アントニオ・カルロス・ジョビン、ベック、ロバータ・フラック、U2、アル・ジャロウ、リー・リトナー、ドン・グルーシン、松任谷由実等と共演した。1980年代には、クリスチャン・ジャズ・バンドのコイノニアにも参加している。
現在はカリフォルニア大学ロサンゼルス校やバークリー音楽大学で教鞭もとっている。

## 受賞歴
- "Best Latin/Brazilian Percussionist", Modern Drummer's Readers Poll.

## ディスコグラフィ

### リーダー・アルバム
- 『シンキング・オブ・ユー』 - Thinking of You (1992年) ※アレックス・アクーニャ&アンノウンズ名義
- Tolú (1999年) ※Alex Acuña & Justo Almario名義
- Acuarela de Tambores (2000年) ※グラミー賞ノミネート
- Los Hijos del Sol: To My Country (2002年) ※Alex Acuña & Eva Ayllón名義
- Bongó De Van Gogh (2002年) ※Tolú / Alex Acuña & Justo Almario名義
- No Accent (2005年)
- 『ラティーノ』 - Latino (2005年) ※オトマロ・ルイーズ、エイブラハム・ラボリエル、アレックス・アクーニャ名義
- Jungle City (2009年) ※Acuña、Hoff、Mathisen名義
- Barxeta (2012年) ※Acuña、Hoff、Mathisen名義